# Verena Preiner
Verena Preiner, coniugata Mayr (Ebensee, 1º febbraio 1995), è una multiplista austriaca.

## Palmarès
| Anno | Manifestazione    | Sede      | Evento     | Risultato | Prestazione | Note                                     |
| ---- | ----------------- | --------- | ---------- | --------- | ----------- | ---------------------------------------- |
| 2011 | Mondiali allievi  | Lilla     | Eptathlon  | 23ª       | 4 650 p.    |                                          |
| 2014 | Mondiali juniores | Eugene    | Eptathlon  | 9ª        | 5 530 p.    | Miglior prestazione personale            |
| 2015 | Europei U23       | Tallinn   | Eptathlon  | 4ª        | 5 840 p.    | Miglior prestazione personale            |
| 2015 | Europei U23       | Tallinn   | 4×400 m    | dq        | dq          |                                          |
| 2016 | Europei           | Amsterdam | Eptathlon  | 7ª        | 6 050 p.    | Miglior prestazione personale            |
| 2017 | Europei indoor    | Belgrado  | Pentathlon | 6ª        | 4 478 p.    |                                          |
| 2017 | Europei U23       | Bydgoszcz | Eptathlon  | Argento   | 6 232 p.    | Miglior prestazione personale            |
| 2017 | Mondiali          | Londra    | Eptathlon  | dnf       | dnf         |                                          |
| 2017 | Universiadi       | Taipei    | Eptathlon  | Oro       | 6 224 p.    |                                          |
| 2018 | Europei           | Berlino   | Eptathlon  | 8ª        | 6 337 p.    | Miglior prestazione personale            |
| 2019 | Europei indoor    | Glasgow   | Pentathlon | 6ª        | 4 637 p.    | Miglior prestazione personale            |
| 2019 | Mondiali          | Doha      | Eptathlon  | Bronzo    | 6 560 p.    |                                          |
| 2021 | Giochi olimpici   | Tokyo     | Eptathlon  | 11ª       | 6 310 p.    | Miglior prestazione personale stagionale |
| 2024 | Mondiali indoor   | Glasgow   | Pentathlon | 5ª        | 4 466 p.    |                                          |
| 2024 | Europei           | Roma      | Eptathlon  | dnf       | dnf         |                                          |
| 2025 | Europei indoor    | Apeldoorn | Pentathlon | dnf       | dnf         |                                          |